# The High End of Low
The High End of Low (рус. Пик низости) — седьмой студийный альбом американской рок-группы Marilyn Manson, выпущенный 26 мая 2009 года на лейбле Interscope Records. Лейбл выпустил несколько вариантов пластинки, каждый из которых содержит уникальные бонус-треки. Тексты песен альбома были в значительной степени вдохновлены личными проблемами, испытанными одноимённым вокалистом группы, связанными с его разводом с исполнительницей бурлеска Дитой Фон Тиз, а также его более поздними отношениями с подростковой актрисой Эван Рэйчел Вуд.
Мэнсон впервые начал работу над альбомом с гитаристом Тимом Скольдом. Однако Скольд покинул группу, когда вокалист воссоединился с бывшим басистом Твигги Рамиресом. Альбом был спродюсирован Мэнсоном и Твигги (который отказался от прозвища «Рамирес») вместе с бывшим сопродюсером Nine Inch Nails и клавишником Крисом Вренна, а также сопродюсером Antichrist Superstar (1996) и Mechanical Animals (1998) Шоном Биваном. Это был последний альбом с участием давнего барабанщика группы Джинджера Фиша.
Альбом получил смешанные отзывы от музыкальных критиков, причём несколько издательств хвалили её как лучший альбом Мэнсона со времён Mechanical Animals; другие же критиковали как длину пластинки, так и более личные лирические темы на ней. Альбом дебютировал под номером 4 на Billboard 200, и пробыл там два раза подряд под номером 1 на Hard Rock Albums. Он также достиг 6 позиции на European Top 100 Albums и вошел в топ-20 на 18 других странах.
В поддержку альбома было выпущено два сингла: «We're from America» и «Arma-goddamn-motherfuckin-geddon» 27 марта и 18 мая 2009 года соответственно. Было также выпущено музыкальное видео для «Running to the Edge of the World», которое было осуждено как воспринимаемое прославление насилия в отношении женщин. Группа, в составе которой был бывший участник группы Wired All Wrong Энди Герольд на бас-гитаре, гастролировала в поддержку альбома. Продвигая релиз, Мэнсон сделал ряд пренебрежительных комментариев о Interscope, его художественной цензуре, а также его тогдашнем генеральном директоре Джимми Айовине. Это был последний альбом группы, выпущенный лейблом.

## Предыстория и запись
Мэрилин Мэнсон объявил в ноябре 2007 года, в то время как на «Rape of the World Tour» продвигал предыдущий студийный альбом Eat Me, Drink Me (2007), что тогдашний состав группы начнёт работу над новым материалом к началу 2008 года. В состав группы входили на тот момент Тим Скольд, а также давний барабанщик Джинджер Фиш, Крис Вренна и Роб Холлидей. Первым этапом тура стала серия совместных концертов, где хедлайнером были американская трэш-метал-группа Slayer. Мэнсон указал, что гитарист Slayer Керри Кинг и бывший гитарист The Smashing Pumpkins Джеймс Иха будут вносить свой вклад в новый материал вместе с Ником Зиннером из Yeah Yeah Yeahs, который делал ремикс на предыдущий сингл «Putting Holes in Happiness» для Guitar Hero III: Legends of Rock.

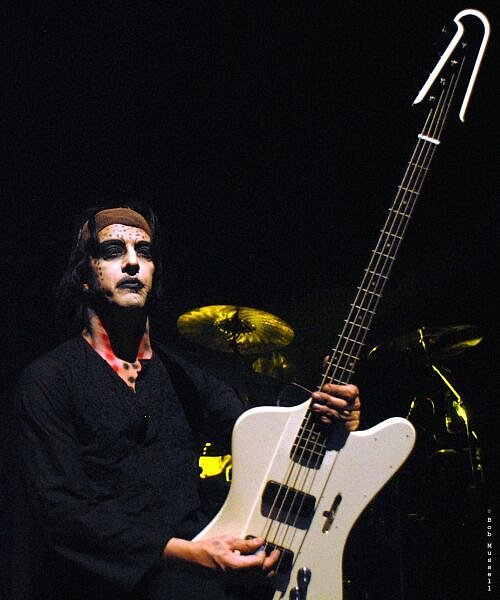
Твигги с Мэрилином Мэнсоном в бальном зале Хаммерштейна во время тура «Rape of the World Tour».

Однако в следующем месяце Мэнсон встретился с бывшим басистом группы Джорди Уайтом (он же Твигги Рамирес), остановившись в отеле «Hollywood Roosevelt». Он покинул группу в 2002 году из-за творческих разногласий во время записи их пятого студийного альбома The Golden Age of Grotesque (2003 г.). В январе 2008 года было объявлено, что Твигги присоединится к Мэрилину Мэнсону в качестве живого басиста на оставшуюся часть тура «Rape of the World Tour», в результате чего Скольд покинул группу. Мэнсон объяснил: «Там слишком много напряжённости [между Твигги и Скольдом]. Эти двое не могли делить сцену между собой». Работа с Твигги над новым материалом началась в марте 2008 года, хотя будущее сотрудничество со Скольдом не исключалось.
Бывший гитарист Limp Bizkit Уэс Борланд присоединился к группе для их августовского хедлайнерского шоу на ETP Fest 2008 года в Южной Корее, хотя Борланд вскоре ушёл, чтобы воссоединиться с Limp Bizkit после ещё одного выступления. Позже он сказал, что не хотел быть «наёмным убийцей», сославшись на отказ группы записать любую из девяти песен, которые он представил для их тогдашнего альбома. Мэнсон пояснил: «На ранней стадии были разговоры о сотрудничестве с различными гитаристами на записи. Это было до того, как мы с Твигги снова сошлись, потому что, как только Твигги вернулся, больше никого не было, и мне всё равно, что вы можете предложить — это был наш альбом». Мэнсон и Твигги объявили на церемонии вручения премии «Scream Awards» 2008 года в октябре, что альбом был «в значительной степени готов», и указали, что он будет звучать больше как Antichrist Superstar, чем недавний материал группы. Позже Мэнсон описал запись как «[много] гитарных соло и жестоких, безрассудных криков», и как «очень безжалостную, тяжелую и жестокую». Альбом был спродюсирован совместно Мэнсоном, Твигги и Вренной, вместе с продюсером Шоном Биваном, который уже продюсировал ранее альбомы Antichrist Superstar и Mechanical Animals.
Мэнсон записал свой вокал в своей домашней студии в Голливуд-Хиллз в период с ноября 2008 года по свой день рождения 5 января 2009 года. Он описал альбом как содержащий «экстремальное» автобиографическое содержание, связанное с расторжением его брака с артисткой бурлеска Дитой Фон Тиз и его более поздними отношениями с тогдашней 19-летней актрисой Эван Рэйчел Вуд, объяснив: «Некоторые вещи, которые здесь озвучены, грустно говорить — это заявления, разрушающие отношения. Кое-что из этого я должен был сказать своей бывшей жене. Некоторые вещи я никогда не говорил миру». Мэнсон использовал свой дом в качестве холста, чтобы задокументировать распад своих отношений с Вуд, написав тексты песен альбома на стенах и связав их с картинами и рисунками, а также использованными презервативами, мешками с кокаином и другими атрибутами наркотиков. Большая часть художественного оформления альбома была снята там.

## Музыка и тексты песен
Песни в альбоме расположены в том порядке, в котором они были написаны. Альбом содержит материал, охватывающий широкий спектр жанров, таких как индастриал-метал, глэм-рок, гаражный рок, блюз, кантри и синти-поп. Его первый трек, «Devour», представляет собой рок-песню среднего темпа, которая начинается с акустической гитары, с тяжёлыми барабанами и искажённым, кричащим вокалом, становящимся всё более заметным по мере продвижения. Она была написана в ответ на «шекспировский идеал романтики», представленный на Eat Me, Drink Me. Лана Купер из PopMatters сказала, что песня «запускает эмоциональный вызов как пощёчина перчаткой» и может «очень хорошо быть самой депрессивной песней о расставании всех времён. Одинокий звон настраиваемых гитарных струн уступает место душераздирающему извержению Мэнсона «And I’ll love you/If you’ll let me» (с англ. — «И я буду любить тебя/Если ты позволишь мне»). [Но] он включает десятицентовик, и через несколько строк клянется отомстить, выплёвывая «I will blow your heart to pieces» (с англ. — «Я разнесу твоё сердце на куски»)». Metal Hammer позже включил его в свой список «10 самых недооценённых песен Мэрилина Мэнсона». Затем следует композиция «Pretty as a Swastika», песня «для мош-пита» в стиле хэви-метал. Мэнсон описал это как один из своих самых гордых моментов в лирическом плане. По словам Мэнсона, её название было «что-то, что я сказал девушке из-за её цвета лица с чёрными волосами, красными губами и бледной кожей. Я имею в виду, что это было сложное и поэтическое заявление, которое вскоре привело к половому акту, поэтому я не чувствовал причин для того, чтобы его рассматривали как ненавистное или разрушительное». По настоянию Interscope Records песня была переименована на задней обложке альбома. Мэнсон критиковал эту цензуру, говоря: «Вместо того, чтобы убирать её из альбома, я решил выпустить её под другим названием, чтобы она продавалась в Walmart или где-либо ещё, где магазины продают оружие, но боятся иметь дело с текстами песен. Поэтому я заменил название на «Pretty as a ($)», потому что все их мотивации основаны на деньгах».
«Leave a Scar» была написана Мэнсоном «о и для Эван в тот день, когда мы расстались. Может быть, некоторые вещи, которые я говорю в песне, жестоки, но это то, что я чувствовал в то время».
«Four Rusted Horses» — это рок-песня, вдохновлённая блюзом, и её сравнивали с работой группы The Doors и Джонни Кэша. Мэнсон описал её лирическое содержание как «почти детский стишок. […] все думают, что я пел об апокалипсисе, но это больше касается нас четверых, моей группы, которой удалось пережить всё это, и куда мы пойдем отсюда». «Arma-goddamn-motherfuckin-geddon» — это рок-песня в ускоренном темпе, которая была описана журналом Quietus как «классический Мэнсон». Карен Гибсон из Metal Hammer утверждал, что песня напоминает «Chain Reaction» Дианы Росс, а также работу Depeche Mode. «Blank and White» имеет дело с цензурой, в частности с реакцией на обложку журнала Time «Is God Dead?» (с англ. — «Бог мёртв?»), в котором обозревали протестующих, размахивающих пустыми пикетными знаками. Строки «God is dead but god is still white/So shoot up the mall, the school or the president of whatever/Or whoever wants a fight (с англ. — «Бог мёртв и он всё ещё белый/Стреляйте в торговых центрах, школах или в президента — неважно/Или в того, кто хочет бороться»)» были подвергнуты цензуре лейблом Interscope во всех выпусках альбома. Мэнсон сказал, что это сделало его счастливым в художественном плане, так как «песня о цензуре, и они подвергли её цензуре». «Running to the Edge of the World» — баллада в стиле Дэвида Боуи, в которой Мэнсон поёт фальцетом в 8-м бридже. «I Want to Kill You like They Do in the Movies» — это рок-песня, в основном построена на бас-линии. С продолжительностью более 9 минут, это самая длинная песня в альбоме. Текстовое содержание песни документирует распад отношений Мэнсона с Вуд и его фантазии о том, чтобы «разбить ей череп кувалдой». Это был один из первых треков, записанных группой для The High End of Low, и первоначально он длился 25 минут. Не желая выпускать двойной альбом, они перезаписали более короткую версию после завершения последней песни альбома под названием «15», и Мэнсон спросил группу: «Сколько минут у меня осталось на этом диске […]? И это было 9 минут. Я сказал: «Давай, я спою это». То, что появляется на пластинке, — это одно [неотредактированное] выступление». «WOW» — это песня в жанре индастриал-дэнс, и Мэнсон описал её как поворотный момент для альбома, объяснив: «Первая половина записи немного горькая и сердитая, но есть уверенность, которая начинает восстанавливаться [в «WOW»]. Я хотел сделать песню, которая представляла бы, кто я такой и почему я начал это делать в первую очередь». Мэнсон играет на однострунной гитаре в песне, в которой также есть звук его «фыркающих строк чего-то — что бы это ни было — в качестве ударного инструмента». В обзоре просочившейся демо-версии, которая первоначально называлась «The WoW», Джеймс Гилл из Metal Hammer описал её как «по-настоящему грязную и очень сексуальную. […] В нём нет ничего запоминающегося, но это тот трек, который будет звучать потрясающе в готическом стрип-клубе…». «Wight Spider» — одна из самых тяжёлых песен на альбоме, и её сравнивают с музыкой группы Mastodon. Metal Hammer также дал комментарий к песне: «сознательно или нет, то, чему [группа] научилась у Трента Резнора, вернулось: трек только строится и строится, при этом не меняя направления». «Unkillable Monster» — это рок-песня с пониженным темпом, которая чередуется между тихим стихом и громким припевом, и имеет многослойный, искажённый вокал и гитары. «We’re from America» — самая откровенно политическая песня на альбоме, в текстах которой упоминаются различные аспекты неоконсерватизма, такие как риторика Pro-war и антиабортное движение. «I Have to Look Up Just to See Hell» была описана в журнале Quietus как «поездка, кишащая личинками, в корыто меланхолии». Предпоследний трек «Into the Fire» изображает психическое состояние вокалиста на Рождество, когда он безуспешно пытался связаться с Вуд 158 раз и порезал себе руки или лицо лезвием бритвы за каждую соответствующую попытку. Последняя песня альбома, «15», была завершена в день рождения Мэнсона 5 января. Он назвал её «самой важной песней, которая была написана Мэрилином Мэнсоном как единое целое. Это самая необычная песня, которую я когда-либо слышал. Я думал, что альбом готов, […] но то, что происходило в моей жизни, не разрешилось само собой. Поэтому 5 января, в час пятнадцать, я спел «15», и тексты песен рассказывают историю того дня». Этот оригинальный альбом был близок с Мэнсоном, описывающим его как «славную эпопею, которая, я думаю, навсегда сделает Твигги признанным героем гитары».

## Выпуск и продвижение
Название альбома было раскрыто в разделе «Smoking Section» журнала Rolling Stone 2 февраля 2009 года, где также было объявлено, что будет снят видеоклип на песню «I Want to Kill You like They Do in the Movies». В течение марта просочились пять сырых миксов песен из альбома. В интервью фан-сайту Крис Вренна сказал об утечке: «Я ненавижу кражу музыки в любой форме. Если группа решает разместить треки в Интернете, то это здорово. […] Я думаю, что истинные поклонники знают, что обычно песни, найденные в Интернете до выхода пластинки, ещё сырые, и будут ждать, чтобы услышать ту музыку, которую задумывал исполнитель». «We're from America» была выпущена в качестве бесплатной загрузки на веб-сайте группы с 27 марта, а цифровой сингл с одним треком был выпущен через интернет-магазины 7 апреля. Сингл с компакт-диска был выпущен 14 апреля и продавался исключительно на Hot Topic. Он достиг пика на третьем месте по продажам Hot Singles Sales Billboard'а, проведя в чарте шесть недель.

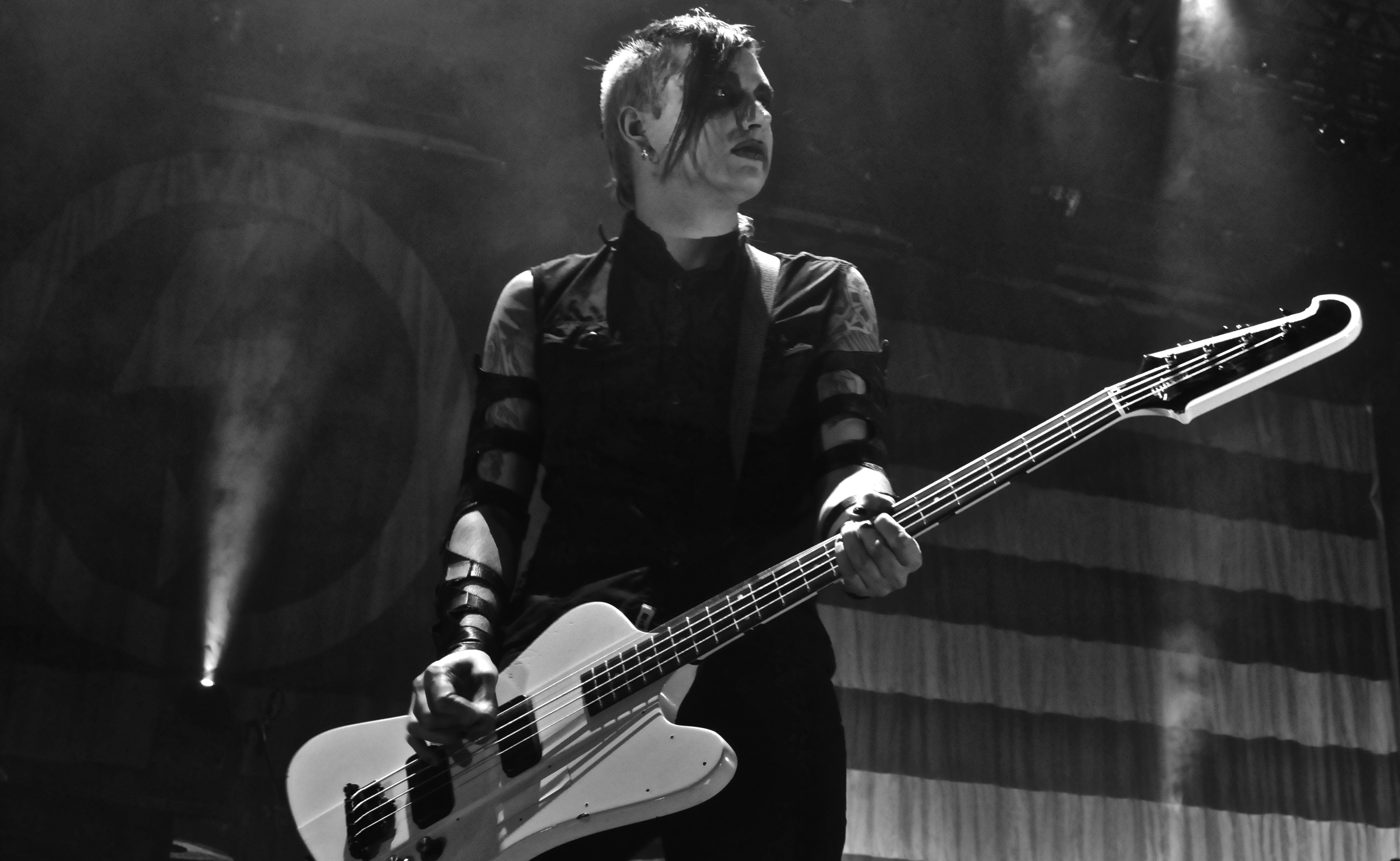
Основатель группы Wired All Wrong Энди Герольд на выступлении группы Marilyn Manson на фестивале Mayhem Festival в 2009 году.

«Arma-goddamn-motherfuckin-geddon» был официальным ведущим синглом альбома. Песня была выбрана в качестве сингла лейблом Interscope после того, как Мэнсон сыграл инструментальную версию песни своим A&R-отделу, где сотрудник воскликнул: «Это будет хит!». Сообщается также, что Мэнсон ответил: «Ну, я рад, что вы не задумываетесь о том, что я [мог бы] добавить что-то к этому». Сильно подвергнутая цензуре версия трека с ненормативной лексикой, переименованная в «Arma… geddon», транслировалась по радио в США с 13 апреля. Он достиг 37-го места в Hot Mainstream Rock Tracks Billboard, заняв самое низкое место среди синглов в этом чарте. Премьера музыкального видео, снятого лос-анджелесским режиссёром и фотографом Делани Бишопом, состоялась на сайте британского музыкального журнала NME 14 мая. Делани ранее снял короткометражный фильм 2005 года «Смерть Сальвадора Дали», в котором снялась бывшая жена Мэнсона, Дита фон Тиз.
The High End of Low был доступен для трансляции в профиле группы на Myspace за четыре дня до её официального релиза в США. В поддержку альбома был организован тур «The High End of Low Tour». Роб Холлидей не вернулся в группу в качестве бас-гитариста, Твигги взял на себя роль лид-гитары, а бывший участник группы Wired All Wrong Энди Герольд играл на басу. Тур был визуально вдохновлён искусством кинематографического производства и включал сценическое освещение, созданное в кино. Мэнсон устранил различие на сцене и за её пределами, с помощью рабочих сцен, где повторно наносили макияж членам группы и помогали с изменением гардероба на глазах у зрителей. Перед началом каждой песни снова появлялась рабочая сцена, означавшая, что начался новый акт, используя нумератор перед Мэнсоном.

## Конфликт с Interscope Records
Перед выпуском альбома Мэнсон сделал ряд пренебрежительных комментариев по поводу лейбла Interscope Records и его художественной цензуры, а также его тогдашнем ген-директоре Джимми Айовине, который, по словам Мэнсона, «был недостаточно умён, чтобы понять, что [мы] делаем». Он также обвинил лейбл в том, что он больше заботится о витаминной воде (частном инвестиционном предприятии Interscope, подписанном 50 Cent), чем о музыке. Через несколько дней после выхода альбома Трент Резнор, который, по состоянию на 2015 год, остаётся другом и деловым партнёром Айовина — назвал Мэнсона «тупым клоуном» и сказал, что «он злой парень и наступит кому угодно на лицо, чтобы добиться успеха и пересечь любую черту приличия». Мэнсон ответил, обвинив Резнора в профессиональной ревности, сказав: «С тех пор, как я знаю Трента, он всегда позволял своей ревности и горечи по отношению к другим людям мешать. Я не говорю о себе — я откинулся на спинку стула и наблюдал, как он завидует Курту Кобейну, Билли Коргану и многим другим музыкантам в прошлом. У меня просто нет на это времени. Некоторое время назад я перестал думать о нём».
Во время продвижения альбома в Великобритании в июне 2009 года Мэнсон появился в нетрезвом состоянии в серии интервью. Интервью для шоу Алана Карра «Болтливый человек», записанное в течение этого периода, остаётся без эфира, как сообщается, из-за графического языка и контента, а также частичной наготы. В следующем месяце Мэнсон выступил с угрозой расправы над журналистами, которых он обвинил в том, что они сделали «бесцеремонное заявление обо мне и моей группе». В своём блоге в профиле группы на Myspace он написал: «Я сделаю это лично или с помощью моих поклонников, поприветствуйте их у себя дома и узнайте, насколько они верят в свою свободу слова». Музыкальное видео на песню «Running to the Edge of the World», в котором Мэнсон забивает до смерти деревянного двойника, было выпущено 4 ноября и было осуждено как воспетое прославление насилия в отношении женщин.
Группа расторгла контракт с Interscope 3 декабря. Расставаясь с лейблом, Мэнсон сказал: «Большая часть творческого контроля, на котором были связаны мои руки, была восстановлена», и указал, что группа начала работу над новым материалом во время гастролей. Он также подтвердил, что возобновил свои отношения с Вуд. Давний барабанщик группы Джинджер Фиш ушёл с поста члена группы Мэрилина Мэнсона в феврале 2011 года
.

## Отзывы критиков
| Совокупная оценка    | Совокупная оценка |
| Источник             | Оценка            |
| -------------------- | ----------------- |
| Metacritic           | 58/100            |
| Оценки критиков      |                   |
| Источник             | Оценка            |
| AllMusic             | [ 66 ]            |
| Entertainment Weekly | C+                |
| The Guardian         | [ 68 ]            |
| IGN                  | 6.8/10            |
| Los Angeles Times    | [ 69 ]            |
| NME                  | [ 70 ]            |
| PopMatters           | 7/10              |
| Q                    | [ 71 ]            |
| Rolling Stone        | [ 72 ]            |
| Spin                 | 8/10              |

Альбом получил смешанные отзывы после релиза. На Metacritic, который присваивает нормализованный рейтинг из 100 отзывов основных критиков, альбом получил средний балл 58, основанный на 11 отзывах, что указывает на «в целом смешанные или средние отзывы». Он также имеет совокупный балл 4,6 из 10 в AnyDecentMusic?, основанный на 8 отзывах.
Альбом был встречен тепло несколькими изданиями. Рецензент журнала Spin Даг Брод назвал его лучшим альбомом группы со времён Mechanical Animals. Эд Пауэр из Hot Press и Джон Эрлс из Planet Sound оценили альбом на 8 баллов из 10, а также сравнили два релиза, причём последний похвалил за «напыщенный глэм и великолепно вышедшие баллады» The High End of Low. В другом обзоре 8 из 10 Эми Скарретто из Ultimate Guitar отметила возвращение Твигги в группу и заявила, что он «должен быть катализатором, разжигающим творческий драйв и механизмы Мэнсона, потому что [Мэнсон] уже довольно давно не звучал так восхитительно или решительно». Точно так же BBC Music пришли к выводу, что участие Твигги привело к тому, что группа воскресла после того, как Eat Me, Drink Me они назвали «тусклым», и сказали, что альбом предоставил острый сатирический комментарий к современной Америке. Обозреватель Los Angeles Times Микаэль Вуд похвалил его производственную работу, описывая, как группа «создала звук, одновременно более сильный и более детализированный, чем на любой предыдущей пластинке Мэрилина Мэнсона». Эллисон Стюарт из The Washington Post похвалила альбом за его личное лирическое содержание, утверждая, что развод Мэнсона с Фон Тиз привёл к новому музыкальному максимуму исполнителя.
Другие рецензенты критиковали альбом за его длину, уровень экспериментов, а также за его более личные лирические темы. Рецензент Rolling Stone Джоди Розен дал альбому посредственную рецензию, сославшись на его меньшую шоковую ценность по сравнению с предыдущим материалом группы. Розен считал баллады лучшими песнями в альбоме, поскольку они иллюстрировали более милое изображение Мэнсона как меланхоличного человека, по сравнению с альбомом Antichrist Superstar. Фил Фримен из AllMusic раскритиковал отсутствие разнообразия в альбоме. Он также раскритиковал его тексты, заявив, что они «похожи на то, как [Мэнсон] пытается убедить себя так же, как и аудиторию». Entertainment Weekly назвал альбом «иногда удовлетворяющим», но сказал, что он «вряд ли оставит даже поверхностный порез».
Альбом получил одни из самых негативных отзывов в британской и ирландской прессе. Рецензия в NME критиковала личные тексты песен альбома и утверждала, что Мэнсон, открывшись, выхолостил себя. В рецензии на одну звезду The Guardian назвали альбом неубедительным и раскритиковали его за отсутствие экспериментов; в то время как на сайте Entertainment.ie Лорен Мёрфи отчитала несколько песен за то, что они звучат слишком экспериментально и «совершенно неуместно», резюмируя: «Если бы он придерживался того, в чём был хорош, — пронзительных визгов, либеральных тире реальных споров и больших, мускулистых метал-песен с жёсткими ударными — возможно, у него [было] возвращение «на руках». И наоборот, Майер Ниссим из Digital Spy похвалил альбом за его разнообразие, но критиковал его длину и «опрометчивые попытки исполнять стадионные гимны». Он наградил альбом тремя звездами из пяти, подытожив: «Это далеко не ужасно, но не в первый раз, вы не можете не чувствовать, что Мэнсон мог бы сделать намного лучше».

## Продажи
The High End of Low дебютировал на четвёртом месте в чарте Billboard 200 — самая высокая позиция в чарте (запись недели), продажи в первую неделю составили 49 000 копий альбома. Несмотря на достижение более высокой позиции в чартах, чем их последний студийный альбом Eat Me, Drink Me, который дебютировал на восьмом месте, это был самый низкий показатель за неделю с момента выхода концертного альбома The Last Tour on Earth, выпущенного тиражом 26 000 копий в 1999 году. Альбом также занял второе место как в Top Rock Albums, так и в Top Alternative Albums и стал их вторым подряд альбомом номер один в Top Hard Rock Albums. По состоянию на февраль 2012 года в США было продано более 148 000 копий The High End of Low. В Японии альбом дебютировал на девятом месте в чарте Oricon Albums Chart, за первую неделю было продано 10 583 экземпляра.

## Список композиций
Все тексты написаны Мэрилином Мэнсоном, вся музыка написана Твигги и Крисом Вренна, за исключением отмеченных.
| №                   | Название                                        | Музыка                 | Длительность |
| ------------------- | ----------------------------------------------- | ---------------------- | ------------ |
| 1.                  | «Devour»                                        |                        | 3:46         |
| 2.                  | «Pretty as a Swastika»                          |                        | 2:45         |
| 3.                  | «Leave a Scar»                                  |                        | 3:55         |
| 4.                  | «Four Rusted Horses»                            |                        | 5:00         |
| 5.                  | «Arma-Goddamn-Motherfuckin-Geddon»              |                        | 3:39         |
| 6.                  | «Blank and White»                               |                        | 4:27         |
| 7.                  | «Running to the Edge of the World»              |                        | 6:26         |
| 8.                  | «I Want to Kill You Like They Do in the Movies» |                        | 9:02         |
| 9.                  | «WOW»                                           |                        | 4:55         |
| 10.                 | «Wight Spider»                                  | Мэнсон, Твигги, Вренна | 5:33         |
| 11.                 | «Unkillable Monster»                            |                        | 3:44         |
| 12.                 | «We're from America»                            |                        | 5:04         |
| 13.                 | «I Have to Look Up Just to See Hell»            |                        | 4:12         |
| 14.                 | «Into the Fire»                                 |                        | 5:15         |
| 15.                 | «15»                                            |                        | 4:21         |
| Общая длительность: | Общая длительность:                             | Общая длительность:    | 72:12        |

## Участники записи
Marilyn Manson
- Мэрилин Мэнсон — вокал, продюсирование, фотограф, художественное оформление;
- Твигги — гитара, бас-гитара, продюсирование;
- Крис Вренна — клавишные, барабаны, продюсирование, музыкальное программирование, звукорежиссёр;
- Джинджер Фиш — пианино («Into the Fire»)

## Чарты
| Чарт(2009)                               | Позиция |
| ---------------------------------------- | ------- |
| Australian Albums (ARIA)                 | 12      |
| Austrian Albums (Ö3 Austria)             | 6       |
| Belgian Albums (Ultratop Flanders)       | 38      |
| Belgian Albums (Ultratop Wallonia)       | 16      |
| Canadian Albums (Billboard)              | 4       |
| Czech Albums (ČNS IFPI)                  | 13      |
| Danish Albums (Hitlisten)                | 32      |
| Dutch Albums (MegaCharts)                | 73      |
| European Albums (Billboard)              | 6       |
| Finnish Albums (Suomen virallinen lista) | 9       |
| French Albums (SNÉP)                     | 9       |
| German Albums (Offizielle Top 100)       | 11      |
| Hungarian Albums (MAHASZ)                | 17      |
| Irish Albums (IRMA)                      | 47      |
| Italian Albums (FIMI)                    | 18      |
| Japanese Albums (Oricon)                 | 9       |
| Mexican Albums (AMPROFON)                | 34      |
| New Zealand Albums (RMNZ)                | 8       |
| Norwegian Albums (VG-lista)              | 26      |
| Polish Albums (ZPAV)                     | 31      |
| Portuguese Albums (AFP)                  | 22      |
| Scottish Albums (OCC)                    | 20      |
| Spanish Albums (PROMUSICAE)              | 9       |
| Swedish Albums (Sverigetopplistan)       | 15      |
| Swiss Albums (Schweizer Hitparade)       | 6       |
| UK Albums (OCC)                          | 19      |
| UK Rock Albums (OCC)                     | 2       |
| US Billboard 200                         | 4       |
| US Top Rock Albums (Billboard)           | 2       |
| US Top Alternative Albums (Billboard)    | 2       |
| US Top Hard Rock Albums (Billboard)      | 1       |

| Чарт(2009)                          | Позиция |
| ----------------------------------- | ------- |
| US Top Hard Rock Albums (Billboard) | 41      |